# Shojiro Ishibashi
Shojiro Ishibashi (en japonés: 石橋 正 二郎, Ishibashi Shōjirō, 1 de febrero de 1889 - 11 de septiembre de 1976) fue un empresario japonés, fundador de Bridgestone, el mayor fabricante de neumáticos del mundo, en 1931 en la ciudad de Kurume, Prefectura de Fukuoka, Japón. Bridgestone toma su nombre del de su fundador: en japonés, ishi significa "piedra" y bashi (/ hashi) "puente" , de ahí el origen del nombre de la empresa en inglés. 
El lema de Ishibashi para Bridgestone era "servir a la sociedad con productos superiores". Fundó el Centro Cultural Ishibashi y el Museo de Arte Bridgestone (en la misma dirección 10 Kyobashi 1-chome, Chuo-ku, Tokio 104) y fue uno de los principales benefactores del Museo Nacional de Arte Moderno de Tokio.